# Yves Rocard
Yves-André Rocard (* 22. Mai 1903 in Vannes, Département Morbihan; † 16. März 1992 in Paris) war ein französischer Physiker und von 1945 bis 1973 Professor an der École normale supérieure. Als leitender Wissenschaftler des militärischen Programms des Commissariat à l’énergie atomique (CEA) war er maßgeblich  an der Entwicklung der französischen Atombombe beteiligt.

## Leben
Rocard war Sohn eines Jagdfliegers und Offiziers der neugeschaffenen Luftstreitmacht Aéronautique Militaire, der 1918 in der Endphase des Ersten Weltkriegs – mutmaßlich von Hermann Göring – abgeschossen wurde. Yves Rocard hatte daher den Status eines pupille de la nation („Mündels der Nation“). 
Er besuchte das Lycée Louis-le-Grand und studierte an der École normale supérieure in Paris. Die Agrégation (Lehrbefugnis für höhere Schulen) im Fach Physik bestand er 1925 als Jahrgangsbester. Vom dafür ausgelobten Blumenthal-Stipendium finanzierte er sein Promotionsstudium an der naturwissenschaftlichen Fakultät der Universität von Paris. Ihm wurde 1927 für eine Arbeit über die Hydrodynamik und kinetische Theorie von Gasen der Doktor der Mathematik und im Jahr darauf für seine Molekulartheorie der Lichtstreuung durch Flüssigkeiten der Doktor der Physik verliehen. Sein Doktorvater war Charles Fabry. 1927/28 hielt er die Péccot-Vorlesung am Collège de France. Ab 1928 war er bei der Compagnie générale de télégraphie sans fil (CSF) tätig, einem Hersteller von Radioröhren, und erfand unter anderem die indirekt geheizte Kathode. Parallel dazu war er ab 1932 Forschungsleiter bei der Caisse nationale des sciences. Zurück im universitären Bereich erhielt er 1938 einen Ruf als Dozent (maître de conférences) an die Universität Clermont-Ferrand. Im Jahr darauf wechselte er als Dozent für experimentelle Fluidmechanik an die Sorbonne, 1941 wurde er Dozent für allgemeine Physik.
Während der deutschen Besetzung im Zweiten Weltkrieg schloss er sich dem Résistance-Netzwerk von Jean Cavaillès und Christian Pineau an und flog mit einem Kleinflugzeug nach England. Dort ernannte ihn Charles de Gaulle zum Forschungsdirektor der Marine der Forces françaises libres. In dieser Funktion interessierten Rocard erstmals – als Störungsquelle für Radars – die Radio-Emissionen der Sonne. Als die alliierten Armeen 1945 in Deutschland einmarschierten, vereinnahmte er deutsche Spezialisten in der französischen Besatzungszone, kam aber zu spät nach Hechingen, wohin sich die deutschen Kernforscher des Uranprojekts, darunter Otto Hahn, Werner Heisenberg und Carl Friedrich von Weizsäcker, gerettet hatten. Diese waren von Samuel Abraham Goudsmit und Boris Pash im Rahmen der Operation Epsilon bereits auf Farm Hall in England interniert worden. Rocard schätzte den militärischen deutschen Ionosphären-Vorhersage-Dienst, gründete 1946 einen entsprechenden Dienst der französischen Marine und verpflichtete Karl Rawer als dessen wissenschaftlichen Direktor (1946–1956).
Nach Kriegsende wurde Rocard 1945 Professor für Physik an der École Normale Superieure (ENS). Er war in dieser Position Nachfolger von Georges Bruhat, der in deutscher Haft im KZ Sachsenhausen gestorben war. Rocard leitete auch die Physiklabore der ENS. Im Jahr 1948 erhielt Rocard als zweiter Franzose den Holweck-Preis. Rocards Labor an der ENS entwickelte 1955 den ersten linearen Teilchenbeschleuniger Frankreichs für Frédéric und Irène Joliot-Curies neues Institut für Kernphysik in Orsay, einem südlichen Vorort von Paris. Außerdem gründete er 1956 das radio-astronomische Observatorium in Nançay im zentralfranzösischen Département Cher. 
Ab 1954/55 war Rocard wissenschaftlicher Berater des militärischen Teils der französischen Kernforschungseinrichtung CEA (der zunächst die Tarnbezeichnung Bureau d’études générales, „Büro für allgemeine Studien“, trug). Er wirkte folglich an der Entwicklung der französischen Atombombe mit und gilt als „Vater“ des französischen Kernwaffenprogramms. In der kleinen Gemeinde Bruyères-le-Châtel richtete Rocard eine Station zur Entdeckung von Kernwaffentests anderer Staaten ein. Nach dem ersten französischen Kernwaffentest (Gerboise bleue) in der algerischen Wüste bei Reggane ernannte Präsident Charles de Gaulle ihn 1960 zum Kommandeur der Ehrenlegion.
Daneben interessierte sich Rocard für unerklärte Naturphänomene wie Wünschelrute oder Orientierung der Zugvögel. Obwohl er rationale Erklärungen suchte, geriet er damit in Konflikt mit der einflussreichen Union rationaliste. Ein Sitz in der Académie des sciences blieb ihm daher versagt.
Yves Rocard war von 1929 bis zur Scheidung 1963 mit der Lehrerin Renée Favre verheiratet. Sein Sohn Michel Rocard (1930–2016) war sozialistischer Politiker und von 1988 bis 1991 französischer Premierminister.

## Werke
- La diffusion moléculaire de la lumière. Mit Jean Cabannes. PUF, 1931.
- L'hydrodynamique et la théorie cinétique des gaz. Paris: Gauthier-Villars, 1932.
- Diffusion de la lumière et visibilité, projecteurs, feux, instruments d'observation. Paris, 1935.
- Propagation et absorption du son. Paris: Hermann, 1935.
- (mit M. Julien:) La stabilité de route des locomotives. Paris: Hermann, 1935.
- Les phénomènes d'auto-oscillation dans les installations hydrauliques. Paris: Hermann, 1937.
- Les Sourciers (Que sais-je, n° 1939, ISBN 2-13043539-4).
- Théorie des oscillateurs. Paris, 1941.
- Dynamique générale des vibrations. Paris: Masson, 1951.
- Le signal du sourcier. Dunod 1962.
- Électricité. Paris: Masson, 1966.
- Thermodynamique. Paris: Masson, 1967
- L'instabilité en mécanique; automobiles, avions, ponts suspendus. Paris: Masson, 1954.
- Mémoires sans concessions. Paris: Grasset, 1988.
- La science et les sourciers; baguettes, pendules, biomagnétisme. Paris: (Dunod 1989, ISBN 2-10002996-7)